# Rod Steiger
Rod Steiger (n. 14 aprilie 1925, Westhampton⁠(d), Suffolk, New York, SUA – d. 9 iulie 2002, Los Angeles, California, SUA) a fost un actor american câștigător al premiului Oscar, cunoscut pentru jocul său actoricesc intens în filme considerate clasice ale genurilor respective, așa cum sunt În arșița nopții (în original,  In the Heat of the Night), Pe chei (în original, On the Waterfront) și Doctor Jivago (în original, Doctor Zhivago), Waterloo (film din 1970).

## Filmografie

### Film
| Titlu                                     | An   | Rol                           | Regizor(i)                      | Ref.          |
| ----------------------------------------- | ---- | ----------------------------- | ------------------------------- | ------------- |
| Teresa                                    | 1951 | Frank                         | Fred Zinnemann                  | [ 11 ]        |
| On the Waterfront                         | 1954 | Charlie Malloy                | Elia Kazan                      | [ 12 ]        |
| Oklahoma!                                 | 1955 | Jud Fry                       | Fred Zinnemann                  | [ 13 ]        |
| The Big Knife                             | 1955 | Stanley Shriner Hoff          | Robert Aldrich                  | [ 14 ]        |
| The Court-Martial of Billy Mitchell       | 1955 | Maj. Allan Guillon            | Otto Preminger                  | [ 15 ]        |
| Jubal                                     | 1956 | 'Pinky' Pinkum                | Delmer Daves                    | [ 16 ]        |
| The Harder They Fall                      | 1956 | Nick Benko                    | Mark Robson                     | [ 17 ]        |
| Back from Eternity                        | 1956 | Vasquel                       | John Farrow                     | [ 18 ]        |
| The Unholy Wife                           | 1957 | Paul Hochen                   | John Farrow                     | [ 19 ]        |
| Direcția săgeții (Run of the Arrow)       | 1957 | Pvt. O'Meara                  | Samuel Fuller                   | [ 20 ]        |
| Across the Bridge                         | 1957 | Carl Schaffner                | Ken Annakin                     | [ 21 ]        |
| Cry Terror!                               | 1958 | Paul Hoplin                   | Andrew L. Stone                 | [ 22 ]        |
| Al Capone                                 | 1959 | Al Capone                     | Richard Wilson                  | [ 23 ]        |
| Seven Thieves                             | 1960 | Paul Mason                    | Henry Hathaway                  | [ 24 ]        |
| The Mark                                  | 1961 | Dr. Edmund McNally            | Guy Green                       | [ 25 ]        |
| World in My Pocket                        | 1961 | Frank Morgan                  | Alvin Rakoff                    | [ 26 ]        |
| 13 West Street                            | 1962 | Detective Sergeant Koleski    | Philip Leacock                  | [ 27 ]        |
| Convicts 4                                | 1962 | 'Tiptoes'                     | Millard Kaufman                 | [ 28 ]        |
| Ziua cea mai lungă                        | 1962 | Comandantul distrugătorului   | Andrew Marton                   | [ 29 ]        |
| Hands Over the City                       | 1963 | Edoardo Nottola               | Francesco Rosi                  | [ 30 ]        |
| Time of Indifference                      | 1964 | Leo                           | Francesco Maselli               | [ 31 ]        |
| The Pawnbroker                            | 1964 | Sol Nazerman                  | Sidney Lumet                    | [ 32 ]        |
| The Loved One                             | 1965 | Mr. Joyboy                    | Tony Richardson                 | [ 33 ]        |
| Doctor Zhivago                            | 1965 | Victor Ipolitovich Komarovsky | David Lean                      | [ 34 ]        |
| In the Heat of the Night                  | 1967 | Bill Gillespie                | Norman Jewison                  | [ 35 ]        |
| The Girl and the General                  | 1967 | The General                   | Pasquale Festa Campanile        | [ 36 ]        |
| No Way to Treat a Lady                    | 1968 | Christopher Gill              | Jack Smight                     | [ 37 ]        |
| The Sergeant                              | 1968 | Sgt. Albert Callan            | John Flynn                      | [ 38 ]        |
| The Illustrated Man                       | 1969 | Carl                          | Jack Smight                     | [ 39 ]        |
| Three Into Two Won't Go                   | 1969 | Steve Howard                  | Peter Hall                      | [ 40 ]        |
| Waterloo                                  | 1970 | Napoleon Bonaparte            | Sergei Bondarchuk               | [ 41 ]        |
| Happy Birthday, Wanda June                | 1971 | Harold Ryan                   | Mark Robson                     | [ 42 ]        |
| Duck, You Sucker!                         | 1971 | Juan Miranda                  | Sergio Leone                    | [ 43 ]        |
| Lolly-Madonna XXX                         | 1973 | Laban Feather                 | Richard C. Sarafian             | [ 44 ]        |
| The Heroes                                | 1973 | Guenther von Lutz             | Duccio Tessari                  | [ 45 ]        |
| Lucky Luciano                             | 1973 | Gene Giannini                 | Francesco Rosi                  | [ 46 ]        |
| Last Days of Mussolini                    | 1975 | Benito Mussolini              | Carlo Lizzani                   | [ 47 ]        |
| Innocents with Dirty Hands                | 1975 | Louis Wormser                 | Claude Chabrol                  | [ 48 ]        |
| Hennessy                                  | 1975 | Niall Hennessy                | Don Sharp                       | [ 49 ]        |
| W.C. Fields and Me                        | 1976 | W.C. Fields                   | Arthur Hiller                   | [ 50 ]        |
| F.I.S.T.                                  | 1978 | Senator Andrew Madison        | Norman Jewison                  | [ 51 ]        |
| Martorul știe mai mult (Love and Bullets) | 1979 | Joe Bamposa                   | Stuart Rosenberg                | [ 52 ]        |
| Breakthrough                              | 1979 | Webster                       | Andrew V. McLaglen              | [ 53 ]        |
| Portrait of a Hitman                      | 1979 | Max Andreotti                 | Allan A. Buckhantz              | [ 54 ]        |
| The Amityville Horror                     | 1979 | Delaney                       | Stuart Rosenberg                | [ 55 ]        |
| Wolf Lake                                 | 1980 | Charlie                       | Burt Kennedy                    | [ 56 ]        |
| Klondike Fever                            | 1980 | Soapy Smith                   | Peter Carter                    | [ 57 ]        |
| The Lucky Star                            | 1980 | Gluck                         | Max Fischer                     | [ 58 ]        |
| Cattle Annie and Little Britches          | 1981 | Bill Tilghman                 | Lamont Johnson                  | [ 59 ]        |
| Lion of the Desert                        | 1981 | Benito Mussolini              | Moustapha Akkad                 | [ 60 ]        |
| The Chosen                                | 1981 | Reb Saunders                  | Jeremy Kagan                    | [ 61 ]        |
| The Magic Mountain                        | 1982 | Mynheer Peeperkorn            | Hans W. Geißendörfer            | [ 62 ]        |
| The Naked Face                            | 1984 | McGreary                      | Bryan Forbes                    | [ 63 ]        |
| Catch the Heat                            | 1987 | Jason Hannibal                | Joel Silberg                    | [ 64 ]        |
| The Kindred                               | 1987 | Phillip Lloyd}                | Stephen Carpenter Jeffrey Obrow | [ 65 ]        |
| American Gothic                           | 1988 | Pa                            | John Hough                      | [ 66 ]        |
| The January Man                           | 1989 | Mayor Eamon Flynn             | Pat O'Connor                    | [ 67 ]        |
| Tennessee Waltz                           | 1989 | Judge Prescott                | Nicolas Gessner                 | [ 68 ]        |
| That Summer of White Roses                | 1990 | Martin                        | Rajko Grlić                     | [ 69 ]        |
| Men of Respect                            | 1991 | Charlie D'Amico               | William Reilly                  | [ 70 ]        |
| The Ballad of the Sad Cafe                | 1991 | Willin                        | Simon Callow                    | [ 71 ]        |
| The Neighbor                              | 1993 | Dr. Myron Hatch               | Rodney Gibbons                  | [ 72 ]        |
| The Specialist                            | 1994 | Joe Leon                      | Luis Llosa                      | [ 73 ]        |
| Seven Sundays                             | 1994 | Benjamin                      | Jean-Charles Tacchella          | [ 74 ]        |
| Tom Clancy's Op Center                    | 1995 | Rudi Kushnerov (Boroda)       | Lewis Teague                    | [ 75 ]        |
| Carpool                                   | 1996 | Mr. Hammerman                 | Arthur Hiller                   | [ 76 ]        |
| Livers Ain't Cheap                        | 1996 | Victor                        | James Merendino                 | [ 77 ]        |
| Shiloh                                    | 1996 | Doc Wallace                   | Chip Rosenbloom                 | [ 78 ]        |
| Mars Attacks!                             | 1996 | General Decker                | Tim Burton                      | [ 79 ]        |
| Truth or Consequences, N.M.               | 1997 | Tony Vago                     | Kiefer Sutherland               | [ 80 ] [ 81 ] |
| Incognito                                 | 1997 | Milton A. Donovan             | John Badham                     | [ 82 ]        |
| Shiloh 2: Shiloh Season                   | 1999 | Doc Wallace                   | Sandy Tung                      | [ 83 ]        |
| Crazy in Alabama                          | 1999 | Judge Louis Mead              | Antonio Banderas                | [ 84 ]        |
| The Hurricane                             | 1999 | Judge Sarokin                 | Norman Jewison                  | [ 85 ]        |
| End of Days                               | 1999 | Kovak                         | Peter Hyams                     | [ 86 ]        |
| A Month of Sundays                        | 2001 | Charley McCabe                | Stewart Raffill                 | [ 87 ]        |
| The Hollywood Sign                        | 2001 | Floyd Benson                  | Sönke Wortmann                  | [ 88 ]        |
| Poolhall Junkies                          | 2002 | Nick                          | Mars Callahan                   | [ 89 ]        |

### Televiziune
| Titlu                         | An   | Rol                     | Note                                                     | Ref.            |
| ----------------------------- | ---- | ----------------------- | -------------------------------------------------------- | --------------- |
| "Telas, the King"             | 1950 | Guest appearance        | Actors Studio anthology series episode                   | [ 90 ]          |
| "Taste of Ashes"              | 1950 | Guest appearance        | Danger anthology series episode                          | [ 91 ]          |
| "Cafe Ami"                    | 1951 | Victor Honegger         | Lux Video Theatre anthology series episode               | [ 92 ]          |
| "Ordeal in Space"             | 1951 | Commander William Coles | Out There anthology series episode                       | [ 93 ]          |
| "No Medals on Pop"            | 1951 | Guest appearance        | The Philco Television Playhouse anthology series episode | [ 94 ]          |
| "The Window"                  | 1952 | Henry                   | Tales of Tomorrow anthology series episode               | [ 95 ]          |
| "The Inn"                     | 1952 | Guest appearance        | Kraft Television Theatre anthology series episode        | [ 96 ] [ 97 ]   |
| "Alibi Me"                    | 1952 | Leo Whaley              | Suspense anthology series episode                        | [ 98 ]          |
| "Raymond Schindler, Case One" | 1952 | Guest appearance        | Goodyear Theatre anthology series episode                | [ 99 ] [ 100 ]  |
| "The Evil Within"             | 1953 | Peter                   | Tales of Tomorrow anthology series episode               | [ 95 ]          |
| "My Brother's Keeper"         | 1953 | Radar Sergeant          | Kraft Television Theatre anthology series episode        | [ 101 ] [ 102 ] |
| "Dream House"                 | 1953 | Guest appearance        | Kraft Television Theatre anthology series episode        | [ 103 ] [ 104 ] |
| "Windy"                       | 1953 | Guest appearance        | Danger anthology series episode                          | [ 105 ] [ 106 ] |
| "Cafe Society"                | 1953 | First man               | The Gulf Playhouse anthology series episode              | [ 107 ]         |
| "The Dutch Schultz Story"     | 1953 | Dutch Shultz            | Suspense anthology series episode                        | [ 108 ]         |
| "Marty"                       | 1953 | Marty                   | The Philco Television Playhouse anthology series episode | [ 109 ]         |
| "The Quiet Village"           | 1953 | Guest appearance        | Medallion Theatre anthology series episode               | [ 110 ] [ 111 ] |
| "Other People's Houses"       | 1953 | Guest appearance        | Goodyear Theatre anthology series episode                | [ 112 ] [ 113 ] |
| "The Man Most Likely"         | 1954 | Guest appearance        | Kraft Television Theatre anthology series episode        | [ 103 ] [ 114 ] |
| "The Murderer Who Wasn't"     | 1954 | Willie Schmidt          | Philip Morris Playhouse anthology series episode         | [ 115 ]         |
| "Smoke Screen"                | 1954 | Guest appearance        | The Philco Television Playhouse anthology series episode | [ 116 ] [ 117 ] |
| "In the Deep of the Night"    | 1954 | Guest appearance        | Justice anthology series episode                         | [ 118 ]         |
| "Yellow Jack "                | 1955 | Busch                   | Producers' Showcase anthology series episode             | [ 119 ]         |
| Jesus of Nazareth             | 1977 | Pontius Pilate          | British-Italian epic film and television drama serial    |                 |
| Passion and Paradise          | 1989 | Sir Harry Oakes         | Television film                                          | [ 120 ]         |
| Sinatra                       | 1992 | Sam Giancana            | Biography and drama miniseries                           | [ 121 ]         |
| Legacy                        | 1998 | Sadler                  | Television film                                          | [ 122 ]         |
| The Last Producer             | 2000 | Sheri Ganse             | Television film                                          | [ 123 ] [ 124 ] |

### Teatru
| Producție               | An   | Teatru                            | Rol                                                | Ref.    |
| ----------------------- | ---- | --------------------------------- | -------------------------------------------------- | ------- |
| Curse you, Jack Dalton! | 1946 | Civic Repertory Theatre of Newark | Necunoscut                                         | [ 125 ] |
| An Enemy of the People  | 1950 | Music Box Theatre                 | Townperson                                         | [ 126 ] |
| Night Music             | 1951 | ANTA Playhouse                    | A. L. Rosenberger                                  | [ 127 ] |
| Seagulls Over Sorrento  | 1952 | John Golden Theatre               | Telegraphist Sparks                                | [ 126 ] |
| Rashomon                | 1959 | Broadhurst Theatre                | Bandit                                             | [ 128 ] |
| Moby Dick—Rehearsed     | 1962 | Ethel Barrymore Theatre           | Actor-Manager later Father Mapple and Captain Ahab | [ 129 ] |

## Galerie de imagini

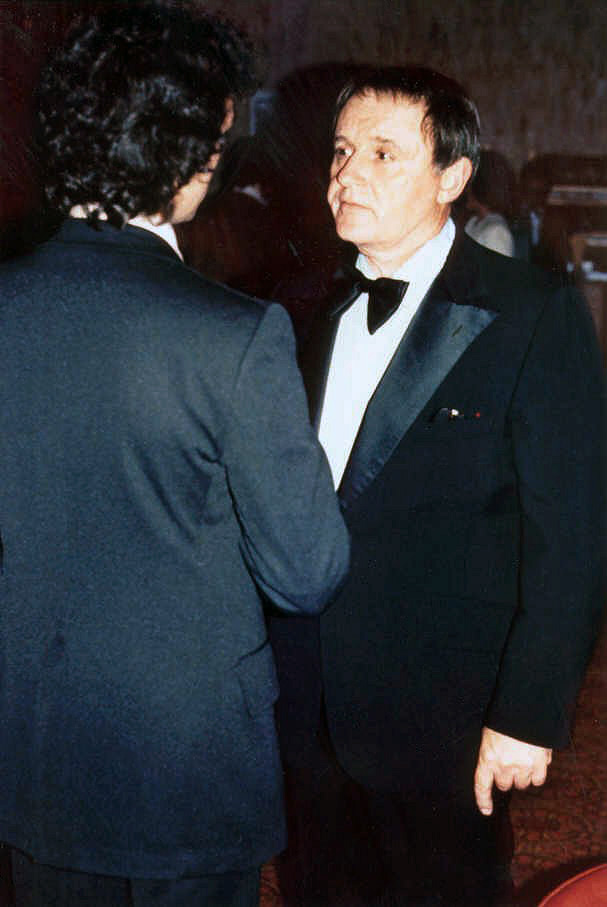
Rod Steiger